# أدريانا مويسيس بينتو
أدريانا مويسيس بينتو (بالبرتغالية: Adriana Moisés Pinto) مواليد 6 ديسمبر 1978 في البرازيل، هي لاعبة كرة سلة برازيلية سابقة حملت الرقم 4. مثلت منتخب بلادها وشاركت معه في كأس العالم لكرة السلة للسيدات 2014. شاركت في دورة الألعاب الأولمبية الصيفية سنة 2000. حققت المركز الأول في بطولة أمم الأمريكتين لكرة السلة 2009.

## الميداليات
| الميدالية | المسابقة                             |
| --------- | ------------------------------------ |
| برونزية   | الألعاب الأولمبية الصيفية 2000       |
| ذهبية     | بطولة أمم الأمريكتين لكرة السلة 2009 |
| ذهبية     | بطولة أمم الأمريكتين لكرة السلة 2011 |
| برونزية   | بطولة أمم الأمريكتين لكرة السلة 2013 |
| فضية      | دورة الألعاب الأمريكية 2007          |
| برونزية   | دورة الألعاب الأمريكية 2003          |
| برونزية   | دورة الألعاب الأمريكية 2011          |

## روابط خارجية
- أدريانا مويسيس بينتو على موقع الاتحاد الدولي لكرة السلة (الإنجليزية)
- أدريانا مويسيس بينتو على موقع الاتحاد الوطني لكرة السلة النسائية (الإنجليزية)
- أدريانا مويسيس بينتو على موقع كرة السلة الأوروبية.كوم (الإنجليزية)
- أدريانا مويسيس بينتو على موقع بروبوليرز (الإنجليزية)
- أدريانا مويسيس بينتو على موقع سبورتس رفرنس (الإنجليزية)
- أدريانا مويسيس بينتو على موقع سبورتس رفرنس (الإنجليزية)
- أدريانا مويسيس بينتو على موقع اللجنة الأولمبية الدولية (الإنجليزية)
- أدريانا مويسيس بينتو على موقع أوليمبيديا (الإنجليزية)
- أدريانا مويسيس بينتو على موقع اللجنة الأولمبية البرازيلية (البرتغالية)